# محوطه سرچالگه
محوطه سرچالگه مربوط به عصر آهن است و در شهرستان دره‌شهر، بخش مرکزی، دهستان ارمو، ۱۰۰ متری جنوب شرق روستای شیخ مکان واقع شده و این اثر در تاریخ ۲۶ دی ۱۳۸۶ با شمارهٔ ثبت ۲۰۶۵۰ به‌عنوان یکی از آثار ملی ایران به ثبت رسیده است.